# Adattamenti di Piccole donne
Piccole Donne (in originale, Little Women) è un romanzo della scrittrice americana Louisa May Alcott, pubblicato per la prima volta nel 1868. Il romanzo, a cui la scrittrice attribuì anche alcuni seguiti, ha avuto nel corso degli anni diverse trasposizioni cinematografiche e televisive. 
- 1917: Little Women – un film muto, oggi considerato perduto
- 1918: Little Women – film muto diretto da Harvey Knoles e interpretato da Dorothy Bernard e Conrad Nagel
- 1933: Piccole donne (Little Women) – film diretto da George Cukor, con Katharine Hepburn (Jo), Joan Bennett (Amy) e Douglass Montgomery (Laurie). Si tratta del primo adattamento sonoro del romanzo della Alcott
- 1949: Piccole donne (Little Women) – remake a colori del film di Cukor, questa volta diretto da Mervyn LeRoy e interpretato da June Allyson, Elizabeth Taylor, Margaret O'Brien e Peter Lawford, con la partecipazione di Rossano Brazzi nel ruolo del professor Bhaer
- 1950: Little Women - miniserie TV della BBC trasmessa dal vivo e della quale, di conseguenza, non esistono registrazioni
- 1955: Piccole donne – sceneggiato TV con Lea Padovani nel ruolo di Jo, trasmesso in 4 puntate dalla Rai
- 1958: Little Women – miniserie TV della BBC. A differenza di molti altri adattamenti della BBC filmati in questo periodo, la miniserie è sopravvissuta intatta negli archivi
- 1970: Piccole donne – miniserie TV della BBC diretta da Paddy Russell e interpretata da Angela Down, Jo Rowbottom, Janina Faye, Sarah Craze e Stephen Turner
- 1978: Piccole donne (Little Women) – film TV di 2 puntate, trasmesso dalla NBC il 2 e il 3 Ottobre 1978 negli Stati Uniti e diretto da David Lowell Rich. È interpretato da Susan Dey, Eve Plumb, Ann Dusenberry, Meredith Baxter Birney e Richard Gilliland, con Dorothy McGuire, Greer Garson e William Shatner. Il film ebbe anche un seguito in una serie televisiva l'anno seguente, nel quale però gran parte del cast era stata sostituita
- 1994: Piccole donne (Little Women) – film diretto da Gillian Armstrong e interpretato da Winona Ryder, Susan Sarandon, Christian Bale, Gabriel Byrne, Trini Alvarado, Claire Danes, Samantha Mathis e Kirsten Dunst.
- 2017: Piccole donne – miniserie televisiva trasmessa da BBC One, adattata da Heidi Thomas con Emily Watson, Michael Gambon, Angela Lansbury e Maya Hawke. La miniserie è stata diretta da Vanessa Caswill.
- 2019: Piccole donne (Little Women) – film del 2019 diretto da Greta Gerwig, interpretato da Saoirse Ronan, Emma Watson, Timothée Chalamet, Laura Dern, Florence Pugh, Eliza Scanlen e Meryl Streep.

Esistono anche diverse versioni animate del romanzo. Ricordiamo, in particolare:
- 1977: Piccole donne – episodio 53 della serie anime di produzione giapponese Le più belle favole del mondo
- 1980: Piccole donne – film anime di produzione giapponese
- 1981: Piccole donne – serie anime di produzione giapponese
- 1987: Una per tutte, tutte per una – serie anime di produzione giapponese